# Свенчанский, Александр Данилович
 Александр Данилович Свенчанский  (1904—1988) — специалист в области электротермии, доктор технических наук, профессор, основатель специальности «Электротермия» в Московском энергетическом институте, специальности «Электротермические установки» в Волжском филиале МЭИ в Чебоксарах.

## Биография
Родился в 1904 году.
В 1928 году окончил Московское высшее техническое училище (ныне Московский государственный технический университет имени Н. Э. Баумана).
В 1931—1936 годах работал зав. лабораторией Всесоюзного электротехнического института (ВЭИ), которая занималась печами сопротивления промышленного электронагрева, инженером на московском «Электрозаводе», где занимался печам сопротивления, предназнаенными для расплавления алюминия, труднотермическими и дуговыми сталеплавильными печами.
В годы Великой Отечественной войны занимался оснащением электротермического оборудования оборонных предприятий страны.
В 1943 году в МЭИ была организована кафедра электротермических установок и начата подготовка инженеров по специальности «Электротермия». Доцент А. Д. Свенчанский возглавил эту кафедру и был ее руководителем около 30 лет. В эти годы А. Д. Свенчанский защитил докторскую диссертацию, стал профессором кафедры МЭИ.
В 1963 году в МЭИ была организована проблемная лаборатория, при участии А. Д. Свенчанского в ней проводились исследования по вакуумно-дуговому, плазменному, электронно-лучевому видам нагрева печей. Было разработано автоматическое управление вакуумно-дуговыми печами. Созданный в лаборатории регулятор режима работы вакуумных дуговых печей РДД-5 был представлен на ВДНХ и награжден золотой и бронзовой медалями. По инициативе ученого в Волжском филиале МЭИ в 1967 году была открыта подготовка инженеров по специальности «Электротермические установки».
Под его руководством защитили кандидатские диссертации Барсуков А. Н., Миронова А. Н., Петелин Ю. Ю., Ананьин Ю. П., Иоша Н. Б., Денисов Г. Н. и др..
Профессор А. Д. Свенчанский в разное время был председателем Оргкомитета Всесоюзных совещаний по электротермии и электротермическому оборудованию, членом Советского национального комитета по электротермии, членом редакции издательства «Энергия».

## Труды
А. Д. Свенчанский является автором около 100 научных трудов по вопросам электронагрева, соавтором учебников по электротермии, по электротермическому оборудованию. Его работы публиковались в журналах «Электричество», «Электротехника», «Электротермия» и др.
- Автоматическое управление и регулирование электрических печей. М. 1953.
- Электроснабжение и автоматизация электротермических установок : Допущено Министерством электротехнической промышленности в качестве учебника для техникумов [печатный текст] / Свенчанский, Александр Данилович, Автор (Author); Трейзон, Зиновий Львович, Автор (Author); Мнухин, Лев Абрамович , Автор (Author); Иоффе, Ю. С., Редактор (Editor). — Москва : Энергия, 1980. — 318, [2] с: ил.—15000 экземпляров.— (в переплете) : 70 к..
- Электротехнологические промышленные установки: учеб. пособие для вузов по спец. «Электроснабжение пром. предприятий, городов и сельского хозяйства» И. П. Евтюкова и др. ; под ред. А. Д. Свенчанского. — Москва : Энергоиздат, 1982.
- Электрические промышленные печи. Дуговые печи и установки специального нагрева : учебник для вузов/ А. Д. Свенчанский и др.; под ред. А. Д. Свенчанского. — 2-е изд., перераб. и доп. — Москва : Энергоиздат, 1981.
- Низкотемпературный электронагрев./ А. П. Альтгаузен и др.; под ред. А. Д. Свенчанского. — Москва : Энергия, 1978.